# Контрбатарейна РЛС

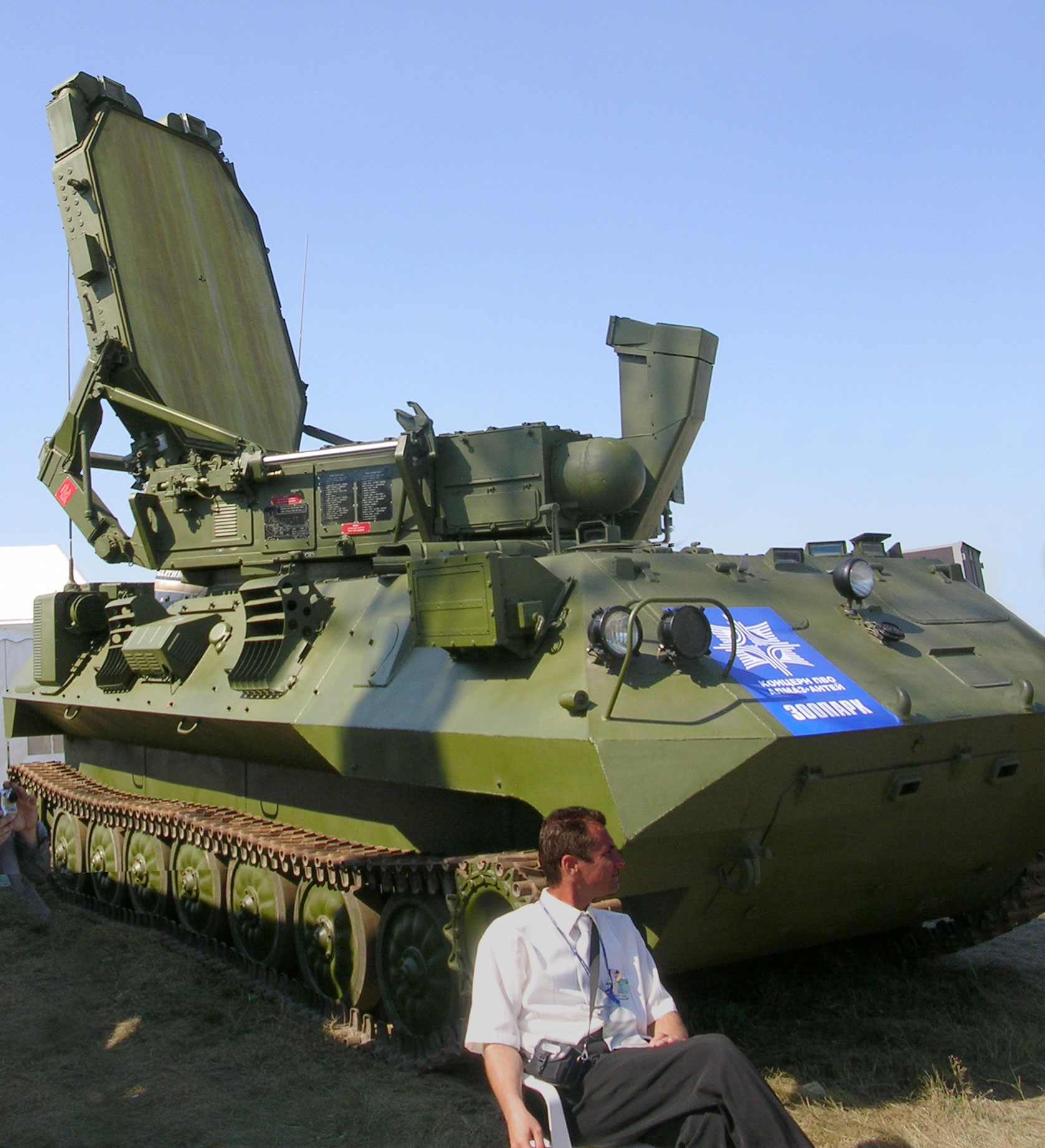
Російська контрбатарейна РЛС «Зоопарк-1» (1Л219М)

Контрбатарейна РЛС — мобільна РЛС, яка виявляє артилерійські снаряди, випущені однією або кількома гарматами, гаубицею, мінометом, або ракетною установкою, та за їх траєкторією обчислює місце знаходження зброї:5–18. Розвинені системи здатні оперативно передавати інформацію для дружньої артилерії, для завдання контрбатарейного удару:5–15. Деякі радари, такі як AN/TPQ-37 або COBRA, здатні обчислювати місце приземлення снаряду. В залежності від особливостей ландшафту, атмосферних умов, сучасний контрбатарейний радар здатен виявляти ворожі батареї на відстані до 50 км. Контрбатарейна РЛС може входити до артилерійської батареї або її групи підтримки.
За сприятливих умов, така РЛС може попереджати військових про початок обстрілу. Оскільки тривалість польоту багатьох снарядів не перевищує хвилини, необхідно використовувати автоматизовану систему оповіщення. Деякі контрбатарейні РЛС можуть бути використані для коригування вогню дружньої артилерії:C-1.

## Приклади
- AN/TPQ-36
- COBRA (РЛС)
- 1969 р. АРК-1 «Рись»
- 198хр. 1Л219М «Зоопарк-1»
- 198хр. 1Л220У «Зоопарк-2»

## Перспективи
Все більше поширення отримують багатофункціональні РЛС, що забезпечують цілевказування засобів ППО та артилерії по наземних об'єктах в рамках C-RAM місій. Наприклад, такими багатофункціональними РЛС є AN/TPQ-53, Giraffe-4 та інші.

## Фотогалерея

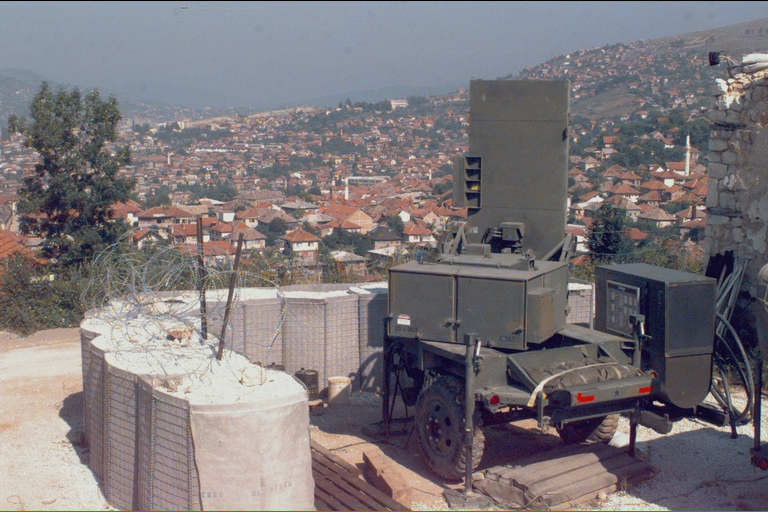
AN/TPQ-36 (США)
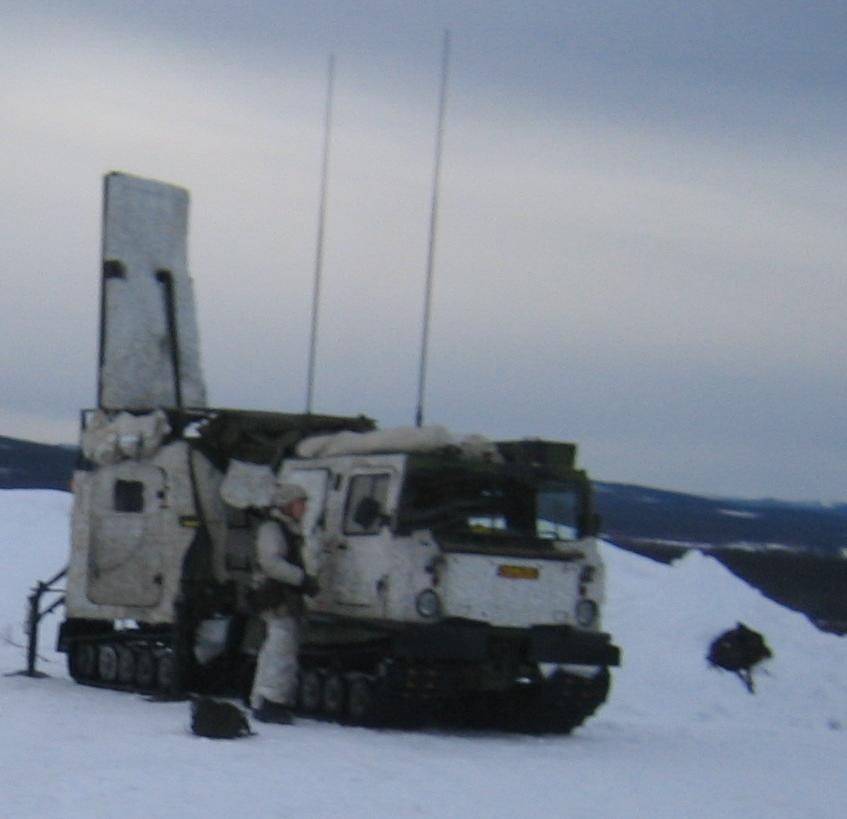
ARTHUR
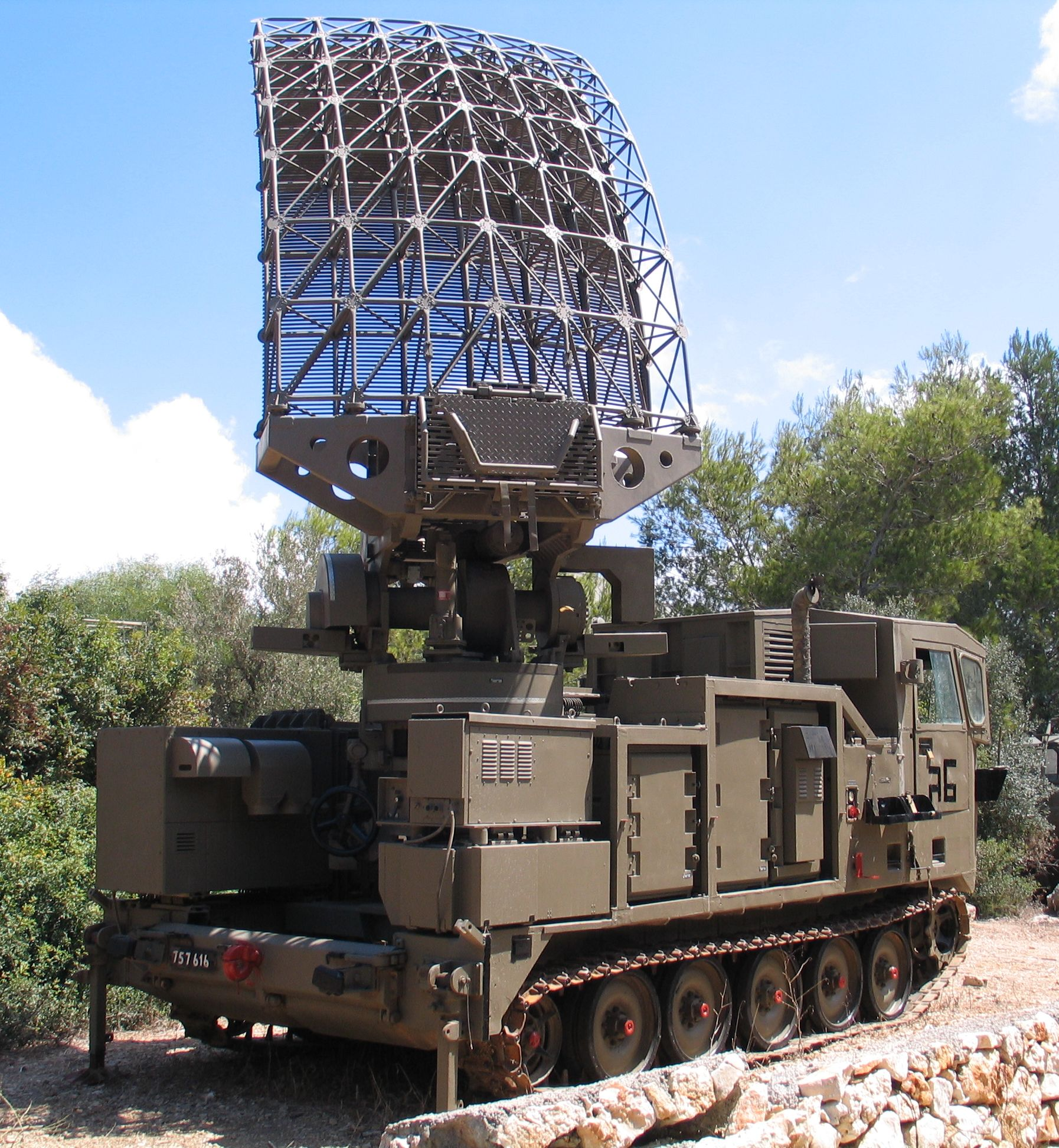
Shilem (Ізраїль)
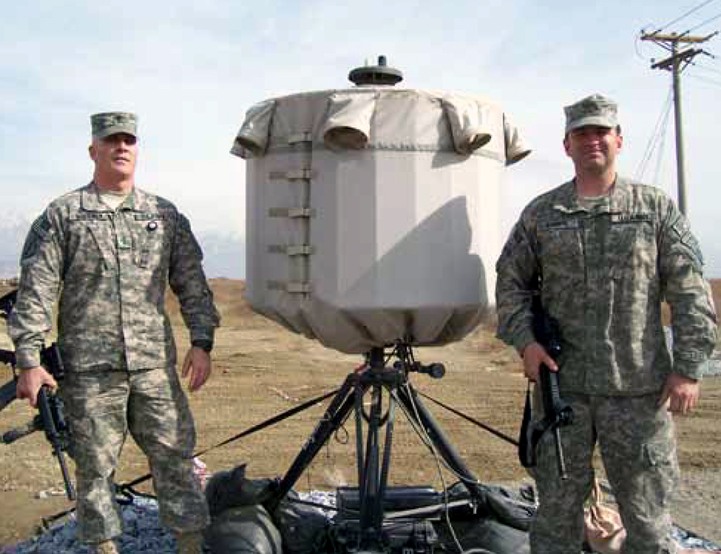
Переносна РЛС AN/TPQ-48 (США)
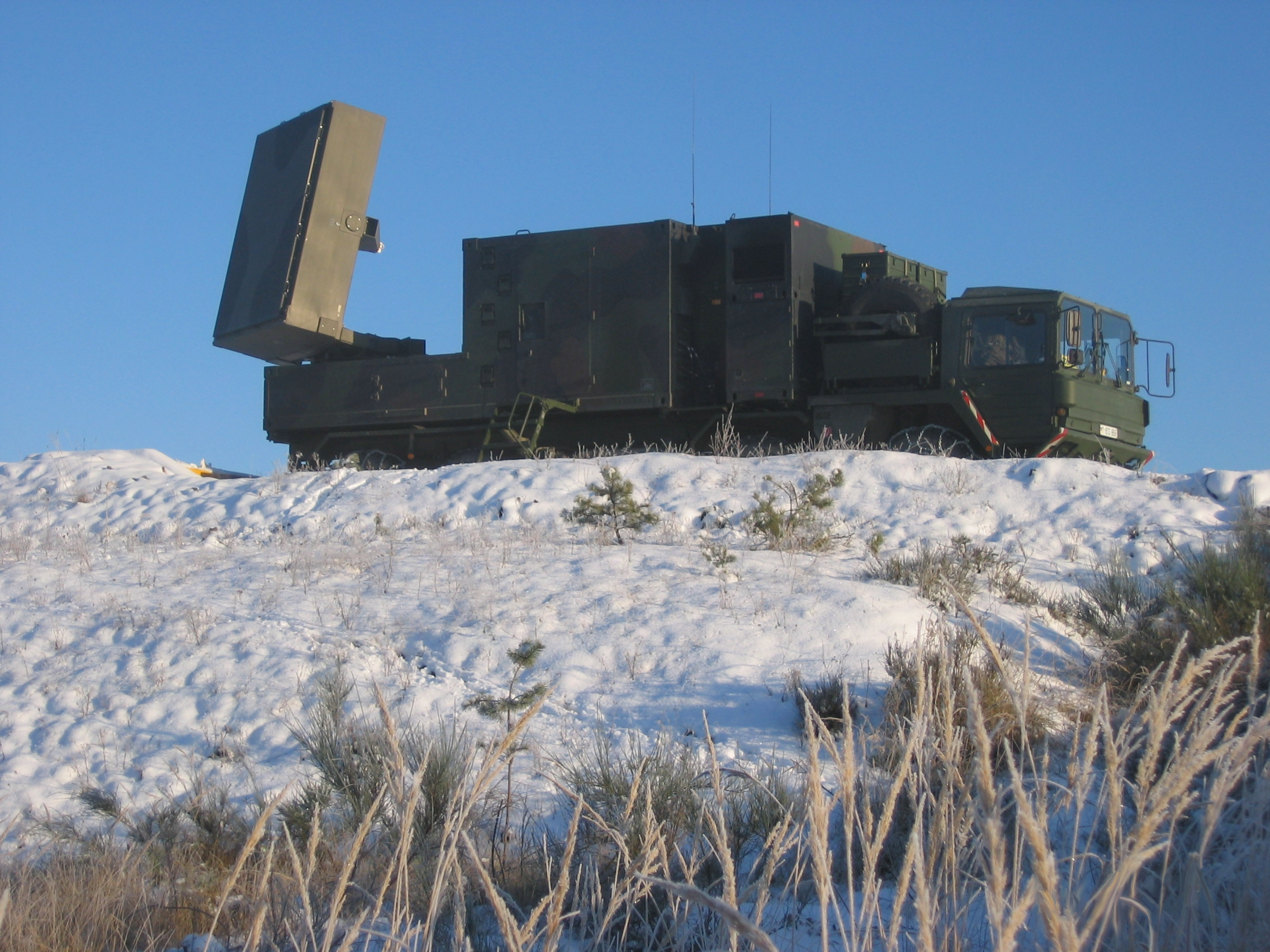
РЛС COBRA, Бундесвер